# United Football League (2024)
Die United Football League (UFL) ist eine American-Football-Liga in den USA, die 2024 startete. Sie entstand aus der Fusion der Spring Leagues (im Frühjahr spielenden Ligen) USFL und XFL. 
Die Liga startete am 30. März 2024 mit acht Mannschaften in ihre erste Saison. Erster Meister wurden die Birmingham Stallions, die auch beide Spielzeiten der USFL gewonnen hatten. Die zweite Saison startet am 28. März 2025.

## Geschichte

### Geschichte der Spring Leagues
Die ursprüngliche United States Football League (USFL) war die erste Spring League im amerikanischen Football, also eine Liga die im Gegensatz zur üblichen Footballsaison im Frühjahr spielt. Gegründet wurde sie 1982 von mehreren Unternehmern, unter anderem Donald Trump. Nach drei Spielzeiten beschloss sie auf die im American Football traditionelle Herbst/Winter-Saison zu wechseln und damit der National Football League (NFL) direkt Konkurrenz zu machen. Daran scheiterte die Liga jedoch und ging pleite. Die erste XFL wurde 2001 von der World Wrestling Federation (WWF, jetzt WWE) und dem Fernsehsender NBC als Spring League ins Leben gerufen. Sie überlebte jedoch nur ein Jahr. Eine 2010 geplante Neugründung der USFL kam nicht zu Stande.
Der damalige Mehrheitseigner der WWE, Vince McMahon gründete die XFL 2018 neu. Parallel wurde die Alliance of American Football als Spring League gegründet, ging jedoch nach acht Wochen ihrer ersten Saison 2019 in Insolvenz. Die XFL startete 2020 in ihre erste Saison, diese musste jedoch wegen der Covid-19-Pandemie abgebrochen werden. Im August 2020 wurde die Liga von Dwayne „The Rock“ Johnson, Dany Garcia sowie der Kapitalverwaltungsgesellschaft RedBird Capital LLC gekauft.

### Fusion von USFL und XFL
2021 gründete Brian Woods zusammen mit dem Fernsehsender Fox die USFL neu. Woods hatte seit 2018 The Spring League organisiert. Um die Ausgaben niedrig zu halten und vor dem Hintergrund der Covid-19-Pandemie fanden alle Spiele der regulären Saison USFL-2022 in Birmingham, Alabama statt, die Play-offs wurden im Tom Benson Hall of Fame Stadium in Canton, Ohio ausgetragen. Die Saison 2023 wurde in vier Städten, Hubs genannt, ausgetragen. Die XFL musste ihren geplanten Neustart auf die Saison 2023 verschieben.
Am 29. September 2023 kündigten USFL und XFL ihre Fusion an. Nach Bestätigung der Fusion durch die Kartellrechtsbehörden wurde der Start der neuen Liga für den 30. März 2024 angekündigt. Am 31. Dezember 2023 wurde der Name United Football League offiziell vorgestellt, am 1. Januar 2024 die teilnehmenden acht Mannschaften.

## Mannschaften
Beide Ligen hatten zuvor acht Mannschaften. Davon wurden jeweils vier in die UFL übernommen, diese vier bilden jeweils eine Conference. Dabei übernahm das USFL-Team Houston Gamblers den Namen Roughnecks des XFL-Teams aus Houston.
| Team                  | Stadt               | Stadion                      | Gegründet       |
| USFL Conference       | USFL Conference     | USFL Conference              | USFL Conference |
| --------------------- | ------------------- | ---------------------------- | --------------- |
| Birmingham Stallions  | Birmingham, Alabama | Protective Stadium,          | 2022            |
| Memphis Showboats     | Memphis, Tennessee  | Simmons Bank Liberty Stadium | 2023            |
| Michigan Panthers     | Detroit, Michigan   | Ford Field                   | 2022            |
| Houston Roughnecks    | Houston, Texas      | TDECU Stadium                | 2022            |
| XFL Conference        |                     |                              |                 |
| DC Defenders          | Washington, D.C.    | Audi Field                   | 2020            |
| St. Louis BattleHawks | St. Louis, Missouri | The Dome at America’s Center | 2020            |
| Arlington Renegades   | Arlington, Texas    | Choctaw Stadium              | 2020            |
| San Antonio Brahmas   | San Antonio, Texas  | Alamodome                    | 2023            |